# Leopold Kletter
Leopold Kletter (* 23. Mai 1912 in Sallapulka; † 7. Dezember 1989) war ein österreichischer Meteorologe.

## Leben
Kletter promovierte zum Dr. phil. und war Hofrat. Ende der 1960er Jahre war er Leiter der Synopabteilung der Zentralanstalt für Meteorologie und Geodynamik in Wien 19., Hohe Warte 38, Mitglied der Österreichischen Gesellschaft für Meteorologie und Prüfer an der Universität für Bodenkultur Wien. Für seine wissenschaftlichen Arbeiten erhielt er den Preis der Deutschen Meteorologischen Gesellschaft. Er ist der Vater von Bernhard Kletter. Er wurde am Grinzinger Friedhof bestattet.
Kletter war Wettermoderator der Nachrichtensendung Zeit im Bild und gründete 1980 mit Carl-Michael Belcredi die ORF-Wetterredaktion.

## Schriften
- 1956 Grenzen der Anwendbarkeit und Erweiterung der Trendmethode. In: Meteorology and Atmospheric Physics, Volume 9, Number 4, S. 439–445.
- 1963 Meteorologische Satelliten erforschen das Weltwetter.
- 1965 Die Alpen im polaren Kaltluftstrom, beobachtet mit Tiros IV.
- 1970 Die praktische Auswertung der Bildsendungen der Wettersatelliten. In: Schriften des Vereins zur Verbreitung naturwissenschaftlicher Kenntnisse Wien. Band 11, S. 23–35 (zobodat.at [PDF]).
- 1972 Globale Beobachtung signifikanter Wirbelstrukturen. In: Meteorology and Atmospheric Physics, Volume 21, Number 4, S. 353–372.
- 1988 Volkstümliche Wetterbeobachtungen im Marchfeld/NÖ. In: Österreichische Zeitschrift für Volkskunde XLII/91, 1988.